# Солонец (озеро, Александровка, Херсонская область)
Солонец — озеро, расположенное возле села Александровка на территории Херсонского района (Херсонская область, Украина). Площадь — н/д км². Тип общей минерализации — пресное. Происхождение — лиманное. Группа гидрологического режима — сточное.

## География
Длина — 4 км, ширина средняя — 0,42 км, наибольшая — 0,8 км. Озёрная котловина вытянутой формы с севера на юг, расширяется к морю (к югу). Берега низменные, заболоченные.
Озеро расположено на побережье Днепровского лимана Черного моря в устье балки Волчья — непосредственно западнее села Александровка. От Чёрного моря отделено пересыпью, закреплённой земляной дамбой длиной 860 м и шириной по верху 9 м. По дамбе на пересыпи проходит автодорога, соединяющая сёла Александровка и Лиманы. Озеро разделено на две части (северную и южную) земляной дамбой длиной 300 м и шириной по верху 6 м. В озеро впадает балка Волчья.
Питание за счёт фильтрационных морских вод, подземные и поверхностные воды.

## Природа
Берега и озеро, устье балки зарастают прибрежно-водной растительностью (тростник обыкновенный).
Озеро используется для рыборазведения.